# Guadalupei Szűzanya

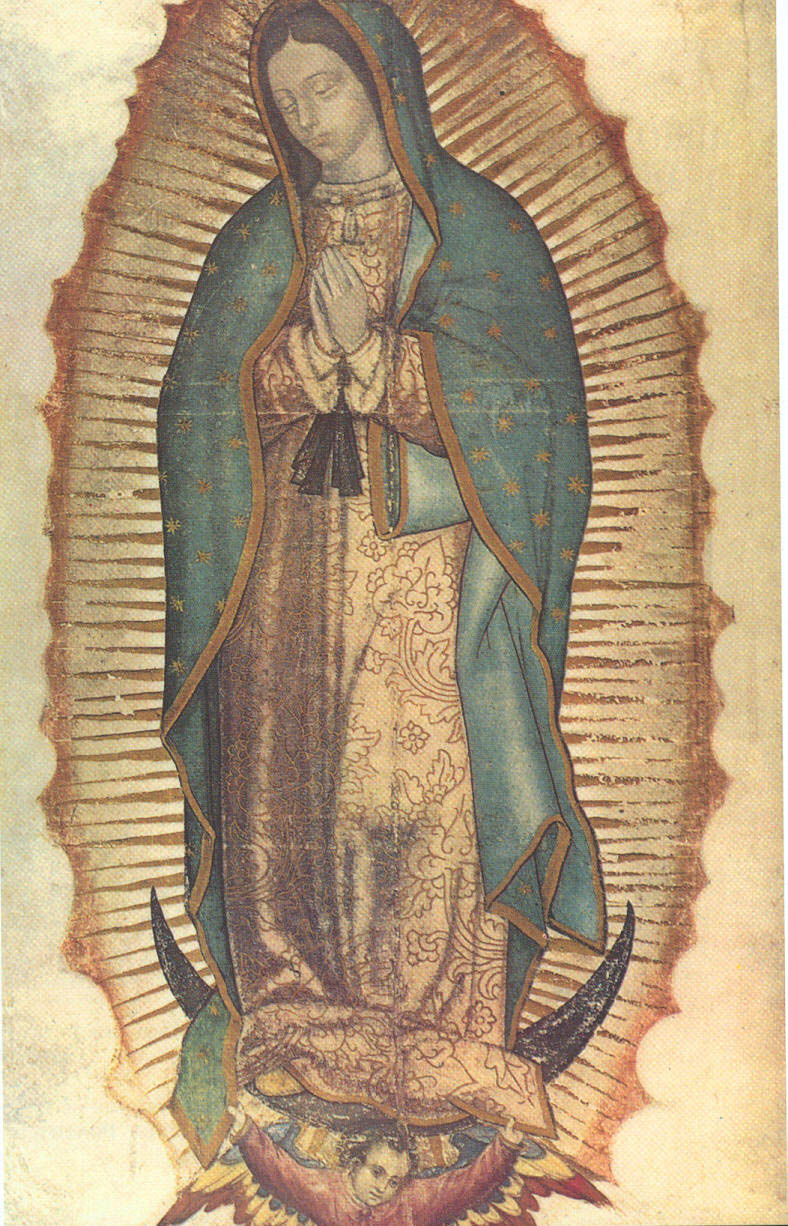
A Guadalupei Miasszonyunk ikon, Mexikó jelképe

A Guadalupei Szűzanya vagy Guadalupei Miasszonyunk (spanyolul: Nuestra Señora de Guadalupe vagy La Virgen de Guadalupe) a guadalupei bazilikában őrzött 16. századi Szűz Mária-ikon, Mexikó legismertebb vallási, kulturális és nemzeti szimbóluma. Mexikói köznyelvi neve: Lupita.
Akárcsak a lengyel Częstochowai Fekete Madonna, a vallási üzeneteken túl nemzeti és politikai tartalmakat testesít meg. Különösen fontos jelkép a mexikói indiánok számára, hiszen a Szent Szűz a feljegyzések szerint egy indiánnak, Juan Diegónak jelent meg 1531 telén a Tepeyac dombon, az azték kukoricaistennő, Tonantzin lerombolt templomának helyén, Mexikóvároshoz közel északra. A monda szerint aranyködbe burkolózó nő jelent meg, s arra szólította föl a férfit, hogy „menj a püspökhöz […] azt akarom, hogy templomot emeljenek e helyen!” Juan Diegónak nem hitt a püspök, s másnap a találkozás megismétlődött. Diego másodszor is elment a püspökhöz, aki ezúttal azt mondta, elhiszi, hogy a Szűzanya megjelent ott, ha hoz egy jelet. Diego ismét találkozott a Szűzanyával, aki felküldte a hegytetőre, ahol csodálatos módon az évszak ellenére nyíló rózsát talált. Ezen a helyen épült meg a Miasszonyunk-székesegyház, ahol máig őrzik Diego tilmáját (bő köpeny), amelyben a rózsát Zumarraga püspök elé vitte. A találkozás emlékére minden évben december 12-én tartják a Guadalupei Miasszonyunk ünnepét.
A mexikói mindennapok része: a kép házak utcai oldalán és belső falán ugyanúgy gyakran látható, mint a templomi és házioltárokon, vagy használati tárgyakon. Mexikóban és a Mexikóból kivándoroltak közt gyakori női és férfinév a Szűzre utaló María Guadalupe vagy Lupe. Az eredeti kép zarándokok tömegeit vonzza: az ikont őrző bazilikát a világ leglátogatottabb zarándokhelyének tartják, 2004-es mexikóvárosi adatok szerint csak december 9. és december 12. között tízmillió zarándokot fogadott, egész évben pedig a húszmilliót is eléri az idelátogatók száma. A Guadalupei Szűzanyát 1737-ben Mexikó, 1910-ben Amerika, 1935-ben a Fülöp-szigetek védőszentjévé nyilvánították.

## A kép
Az indiánköpenyre (tilma) festett kép a lehajtott fejű, imára kulcsolt kezű, dicsfénnyel övezett, félholdon álló Szüzet ábrázolja. Kezében nem tart gyermeket. A félholdat angyalalak tartja. A Szűz arcvonásai, bőrszíne nem azonosítható sem europidként, sem indiánként.

### Tulajdonságok
Rengeteg helyen említik a kép csodás jellemzőit (pl. a tilmán található festés „a szövet felett lebeg”, a szövet hőmérséklete élő emberéhez hasonlóan 36,6 fok, a csillagok elhelyezkedése megegyezik a mexikói égboltéval, a szem ideghártyája összehúzódik, Mária övénél percenként 115 pulzus (élő magzat szívhangja) észlelhető), de az ezeket kimutató vizsgálatokra nem találni megbízható, részletes forrást, csak egy 2007-ben fogalmazott írást a Szent Juan Diego Szeretet Mozgalomtól.
Dr. Adolfo Orozco, a Mexikói Nemzeti Egyetem fizikusának beszámolója szerint nincs természettudományos magyarázat a tilma megmaradására. 10 év alatt tönkremennek a hasonló szövetek a helyi sós-nedves levegőn. Például az az 1789-ben készített másolat, amit az akkori legfejlettebb technológiával készítettek és védő üveg mögé helyeztek, teljesen kifakult 8 év alatt. Ezzel szemben az eredeti, védelem nélkül kihelyezett tilmát több mint száz év alatt se károsította az UV-sugárzás, a sós-nedves levegő és a közelében meggyújtott több tízezer gyertya.

## Története

### Az első beszámolók

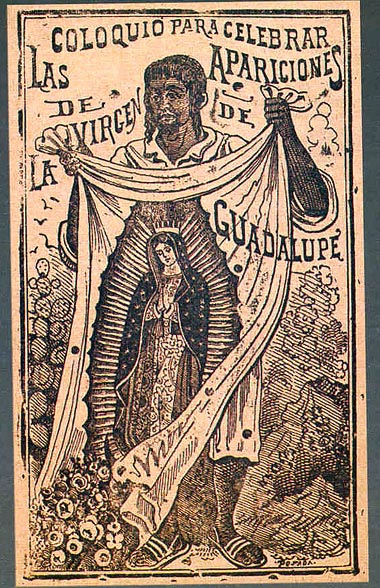
Jose Guadalupe Posada metszete: Juan Diego az indián lepellel, amelyen feltűnt a Szűz képe, miközben rózsákat gyűjtött a köpenybe.

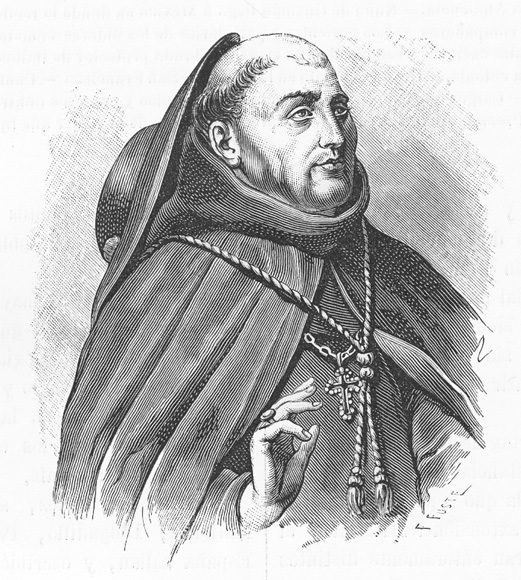
Juan de Zumárraga spanyol püspök, aki nem hitte el Juan Diego beszámolóját és csodát kért a bizonyításra.

A guadalupei jelenésről szóló első beszámolók szerint Juan Diego, egy közrangú, megkeresztelt őslakos 1531. december 9-én – mindössze egy évtizeddel azután, hogy a spanyolok elfoglalták Tenochtitlánt –találkozott a Szűzzel a Tepeyac dombon. A Szűz navatl nyelven azt kérte, azon a helyen építsenek apátságot, de amikor Juan Diego ezt elmondta Juan de Zumárraga püspöknek, az valamilyen csodás jelet kért a történet igazolására. Ekkor a Szűz azt mondta Juan Diegónak, gyűjtsön virágot a dombról. Tél volt, amikor nem nyílnak virágok, az indián mégis rózsákat talált és tilmájába gyűjtötte, majd átadta őket a püspöknek. Amikor a rózsák kihullottak a lepelből, a ruhán ottmaradt a Guadalupei Szűz képének lenyomata.

### Dokumentumok
A jelenés történetéről számos irat számol be. Köztük van a navatl nyelvű Huei tlamahuiçoltica vagy Nican mopohua („Ehelyt elmondatik”), egy 1649-ben nyomtatott traktátus a Szűzről, amely az előbbi történetet is tartalmazza; a spanyol nyelvű, 1648-ban nyomtatott Imagen de la Virgen María („A Szűz Mária képe”) című könyv; a 17. századi bűnbocsánati cédulák nyomtatására használt Stradanus metszet és a Codex Escalada, egy őzbőrre írt piktografikus beszámoló, amely 1548-ban készülhetett.
A jelenésről is szól az 1666-ban készült Informaciones Jurídicas, egy gyűjtemény, amely a Cuautitlán, Juan Diego városa közelében lefolytatott „interjúkat” rögzítette.

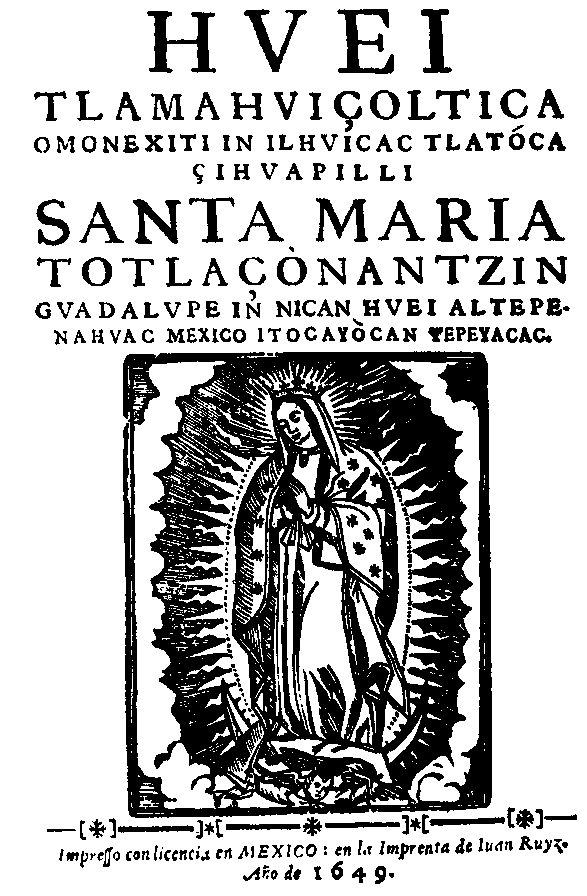
A Nican Mopohua első oldala.

Akadtak történészek és még klerikusok is, akik kétségbevonták a történet hitelességét, mint az amerikai pap-történész Stafford Poole, a mexikói történész Joaquín García Icazbalceta, vagy a Guadalupei bazilika volt apátja, Guillermo Schulenburg. Különösen Schulenburg kavart nagy vihart, amikor 1996-ban egy interjúban azt mondta a katolikus Ixthus magazinnak, hogy Juan Diego „szimbólum, nem realitás”, amely a bennszülöttek szívéhez szólt a Vatikán szándéka szerint.

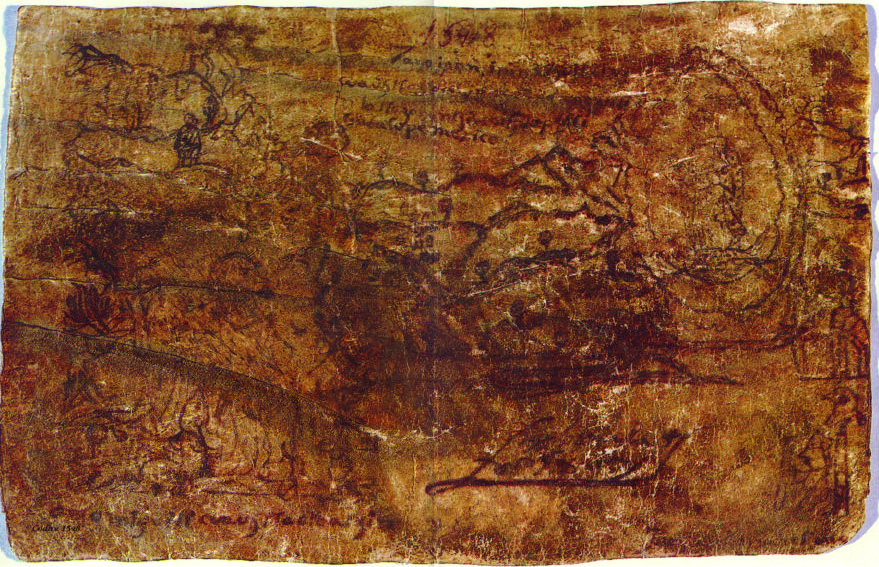
Codex Escalada.

A kételyeket főleg az táplálta, hogy a jelenés és az első fennmaradt nyomtatott beszámolók közt 117 év telt el. Az 1548-as Codex Escalada hitelességét többen vitatták, pl. Stafford Poole és David. A. Brading – részben mert akkor találtak rá, amikor az 1990-es években Juan Diego szentté avatási eljárása folyt, részben mert olyan emberek keze nyomát vélték felfedezni rajta, akik később éltek. A Codex eredetiségének védelmezői ugyanakkor azokra a tudományos vizsgálatokra hivatkoznak, amelyek szerint a Codex eredeti, 16. századi dokumentum.
Zumárraga püspök nem tett említést Juan Diegóról írásaiban. A halála előtti évben írt katekizmusában ezt írta: „A világ Megváltója nem akar több csodát, mert már nincs rájuk szükség.” Ennek az oka az is lehetett, hogy a spanyol püspök nem merte elhinni, hogy a Szűz egy indiánnak jelenhetett meg – ugyanakkor ellentmond Schulenburg elméletének is. A szkeptikusok arra is gyakran utalnak, hogy a Tepeyacnál már a 16. században is bizonyítottan létező Guadalupe szentélyt bizonyosan a spanyolországi, extremadurai Guadalupei Miasszonyunknak szentelték.

## Mexikó jelképe
Nemzeti szimbólumként a Guadalupei Madonna először Miguel Sánchez, az első spanyol nyelvű jelenéstörténet szerzőjének írásában jelent meg. Sánchez a Jelenések könyvében szereplő apokalipszis asszonyával azonosította és ezt írta:
„ezt az Újvilágot Szűz Mária nyerte és hódította meg… (aki) saját gyönyörű hasonlatosságát készítette, mutatta meg és vitte sikerre mexikói földjében, amely oly dicsőséges célból hódíttatott meg, és azért nyeretett meg, hogy képe oly mexikóiként jelenjék meg.”

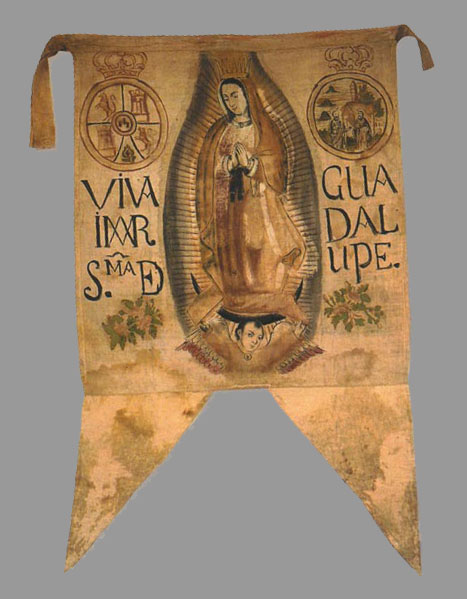
Hidalgo felkelőinek zászlaja a Madonna képével

1810-ben Miguel Hidalgo y Costilla többek között ezekkel a szavakkal szólította fel a mexikóiakat a függetlenségi harcra: Le a gaz kormánnyal! Éljen a guadalupei Szűz! Amikor Hidalgo serege megtámadta Guanajuatót és Moreliát (akkori nevén Valladolidot), a Guadalupei Szűz képét vitték magukkal botokra és nádszálakra fűzve, illetve a kalapjukra ragasztva. A felkelők ellen harcoló királypártiak azzal válaszoltak, hogy a Szűz képét a cipőjük talpára ragasztották.

Miguel Hidalgo felkelőinek zászlajáról készített vektorgrafikus rajz. A zászlót először 1810. szeptember 16-án használták Atotonilco városában; a királypárti hadsereg az aculcói csatában, 1810. november 7-én szerezte meg hadizsákmányként.

Amikor Hidalgót 1811. július 30-án kivégezték, a felkelés vezetését egy mesztic pap, José María Morelos vette át, aki nem kevésbé volt híve a Guadalupei Szűznek, mint Hidalgo. A déli országrészben harcoló felkelő seregeket vezette, és a Szűzet tette a függetlenséget kimondó és a mexikói alkotmányt megalapozó chilpancingói kongresszus jelképévé is, amikor elmondta:
„Új-Spanyolország kevesebb hitet helyez saját erőfeszítéseibe, mint az Isten hatalmába és az Áldott Anya beavatkozásába, aki a Tepeyacnál a Guadalupei csodálatos képben megjelent, hogy vigasztaljon és óvjon, látható védelmezőnk legyen.”
Morelos a Szűz december 12-i ünnepnapját a chilpancingói alkotmányba foglalta és kijelentette, hogy katonai győzelmeihez a Guadalupei Szűztől nyerte a hatalmat. Egyik tisztje, aki később Mexikó első elnöke lett, a nevét emiatt José Miguel Fernández y Félixről Guadalupe Victoriára („Guadalupe Győzelme”) változtatta.

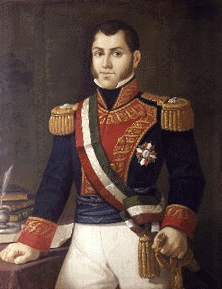
Guadalupe Victoria

A Guadalupei Madonna szerepére felfigyelt Simón Bolívar is. Röviddel Morelos halála előtt, 1815-ben ezt vetette papírra: 
„…a függetlenségi harc vezetői a fanatizmust úgy fordították hasznukra, hogy a Guadalupei Szüzet a hazafiak királynőjének kiáltották ki, a nehézségek idején hozzá imádkoztak és zászlóikon hordozták… e kép tisztelete Mexikóban messze meghaladja azt a mértéket, amit akár a legagyafúrtabb próféta inspirálhatna…”
Carlos María de Bustamante, aki 1847 augusztusától Diario című lapjában részleteket közölt az amerikai megszállásról és a háborúról, megjelentette azt a szóbeszédet is, hogy Winfield Scott tábornok el akarja rabolni a függetlenségi háború jelképét, a Guadalupei Szűzanya képét, és Washingtonba akarja szállítani, hogy váltságdíjat követeljen érte.
1914-ben Emiliano Zapata forradalmi paraszthadserege délről indult Mexikóváros irányába. Bár a felkelést elsősorban a földreform követelése robbantotta ki (jelszavuk „tierra y libertad”, azaz „föld és szabadság” volt), a parasztcsapatok a Guadalupei Szűzet ábrázoló lobogók alatt hatoltak be Mexikóvárosba.
A Nobel-díjas mexikói író, Octavio Paz 1974-ben ezt írta: „A mexikói emberek, több mint két évszázadnyi tapasztalat után, csakis a Guadalupei Szűzben és a Nemzeti Lottóban hisznek.” A regényíró Carlos Fuentes egyszer ezt mondta:„…előfordulhat, hogy valaki egyszer csak már nem tartja magát kereszténynek, de nem tartanak valakit igazán mexikóinak, hacsak nem hisz a Guadalupei Szűzben.”
A közelmúltban a Zapatista Nemzeti Felszabadítási Hadsereg (EZLN) „mozgó városát” nevezte el Guadalupe Tepeyacnak.
1994-ben Eduardo Leal de la Gala mexikói szobrász a párizsi Mexikói Kulturális Központ számára fából elkészítette a Guadalupei Miasszonyunk háromdimenziós változatát.

### A mesztic kultúra és a mexikói identitás

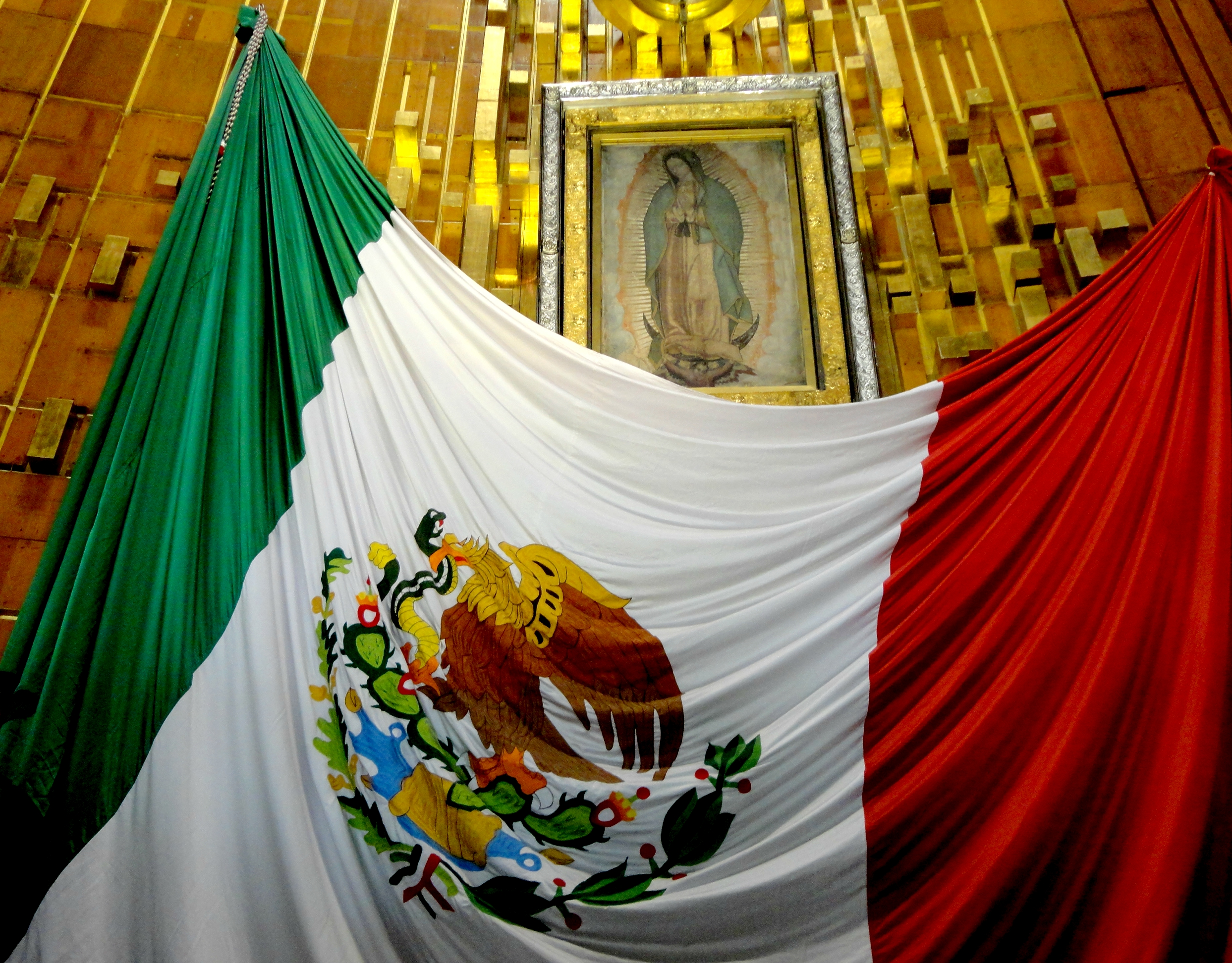
A guadalupei bazilika és Mexikó legértékesebb vallási ereklyéje, Juan Diego tilmája a Mária-képpel és a mexikói lobogó 2019-ben

A Guadalupei Szűz alakja a Mexikót alkotó keveredő kultúrák szimbóluma, vallási, illetve rasszi értelemben is. Néha nevezik „az első meszticnek”, vagy „az első mexikóinak” is. A nagy nyelvi, etnikai és osztály szerinti változatosságot mutató országban a „közös nevező” tisztelete kapocs valamennyi mexikói között. Tisztelete összeköti a hazaiakat és a kivándorolt mexikóiakat is, ünnepe a kivándoroltak és külföldön élők közösségeinek egyik legfontosabb összetartó kapcsát jelenti a legtöbb mexikói emigránst fogadó Egyesült Államokban és világszerte, így Magyarországon is.
Egy elmélet szerint ez az alak nem más, mint a kereszténnyé formált Tonantzin (az azték mitológia földanyaistennője), akinek megjelenése segített elfogadtatni a bennszülött lakossággal a keresztény vallást. Mások szerint inkább az aztékoknak volt szükségük a Guadalupei Szűz alakjára, hiszen ez módot adott nekik arra, hogy régi istennőjüket a keresztény kultúra hatalma alatt is tovább imádják – évtizedekkel a spanyol hódítás után erről panaszkodott egy írásában Bernardino de Sahagún ferences rendi hittérítő is. Hasonló átalakuláson mehetett keresztül egyes elméletek szerint a magyar ősvallásban Boldogasszony, illetve Babba Mária kultusz és a szinkretizmus további hasonló jelenségei a katolikus Amerika más helyein is kimutathatóak (ld. például vudu, Santería). A Szűz imádata ugyanakkor segítséget nyújthatott az indiánok számára, hogy a hódítókkal azonos jogok mellett érvelhessenek az átalakuló új-spanyolországi társadalomban.
Egyes teológusok szerint a Guadalupei Szűzanya megjelenése a római katolikus egyház és az amerikai kontinens bennszülött népei közti különleges kapcsolat jele: a tanítás az egyszerű embereknek mutatkozott meg. Mindezen elméletek nem zárják ki egymást.

### A név
Maga a „Guadalupe” név eredete vitatott. Egyes feljegyzések szerint maga a Szűz nevezte így magát egyik megjelenésekor, más elméletek szerint eredete a navatl Coatlaxopeuh név, amelynek jelentése „aki eltiporja a kígyót”. Egyes értelmezések szerint a kígyó itt az azték Quetzalcoatl főistent jelképezi, akit a Szűz abban az értelemben tipor el, hogy áttéríti az indiánokat a katolikus hitre. Mások szerint azonban a magyarázat egyszerűen az, hogy az 1533-ban épült szentélyt a spanyolországi extremadurai Guadalupei Miasszonyunknak szentelték, és így ha a szónak lehettek is azték nyelvű asszociációi, végső eredete az arab-latin „Wadī Lupum” kifejezés, azaz „a farkas völgye”.